# Ваупес (департамент)
Ваупе́с (ісп. Vaupés) — департамент на південному сході Колумбії. Раніше називався «Комісарія Ваупес».
Площа — 54 135 км². Населення — 39 тис. осіб (2005; 7 тис. в 1973). Адміністративний центр — місто Міту.

## Природа
Поверхня: на півночі відроги Гвіанського плоскогір'я, на півдні Амазонська низовина.
Клімат екваторіальний. Пересічні місячні температури 25-30 °C. Опадів 3000-5000 мм за рік.
Рослинність — постійно вологі вічнозелені ліси гілеї.
На кордоні із департаментом Гуавьяре розташований національний заповідник Нукак.

## Населення
Етнічний склад населення:
- індіанці — 66,63 %
- метиси та білі — 31,81 %
- негри та афроколумбійці — 1,55 %
- цигани — 0,01 %

## Адміністративний поділ
Департамент поділяється на 3 муніципії (Каруру, Міту, Тарайра), 2 піддепартаменти (Пакоа, Папунауа, Яварате) та 2 підмуніципалітети (Акарикуара, Вільяфатіма).

## Економіка
Один з найменш розвинених департаментів Колумбії. Видобувають золото та ільменіт.
Основа економіки — сільське (вирощують банани, кукурудзу, тапіок, юку, лісові фрукти) та лісове господарство.
Зв'язок з іншими райноами здійснюється річковим та авіаційним транспортом.